# Trike

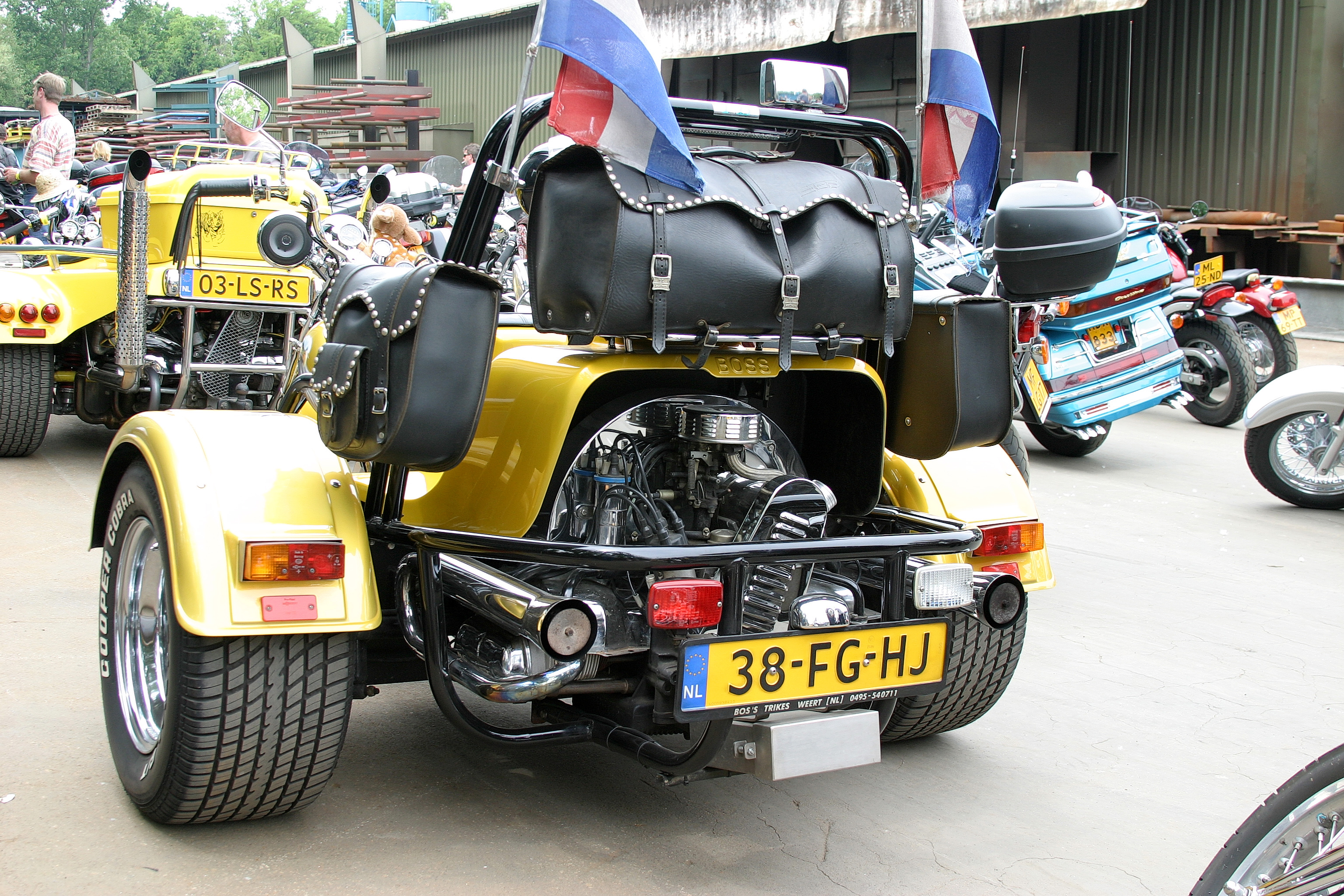
In Europese trikes wordt meestal een aandrijflijn uit een Volkswagen Kever gebruikt

Een trike is een driewielig voertuig. Zoals in het Engels bike een afkorting is van bicycle, is trike een verkorting van tricycle. In de praktijk verstaat men onder trike doorgaans een gemotoriseerd driewielig voertuig; een driewielige fiets wordt meestal driewieler genoemd.
Een trike kan worden opgebouwd uit het voorste deel van een motorfiets en het achterste deel van een auto (met de motor achter). Soms bestaat een trike alleen uit motorfietsonderdelen.
De oudste 'trike' is de in 1769 in Frankrijk gebouwde stoomwagen van Nicolas-Joseph Cugnot.

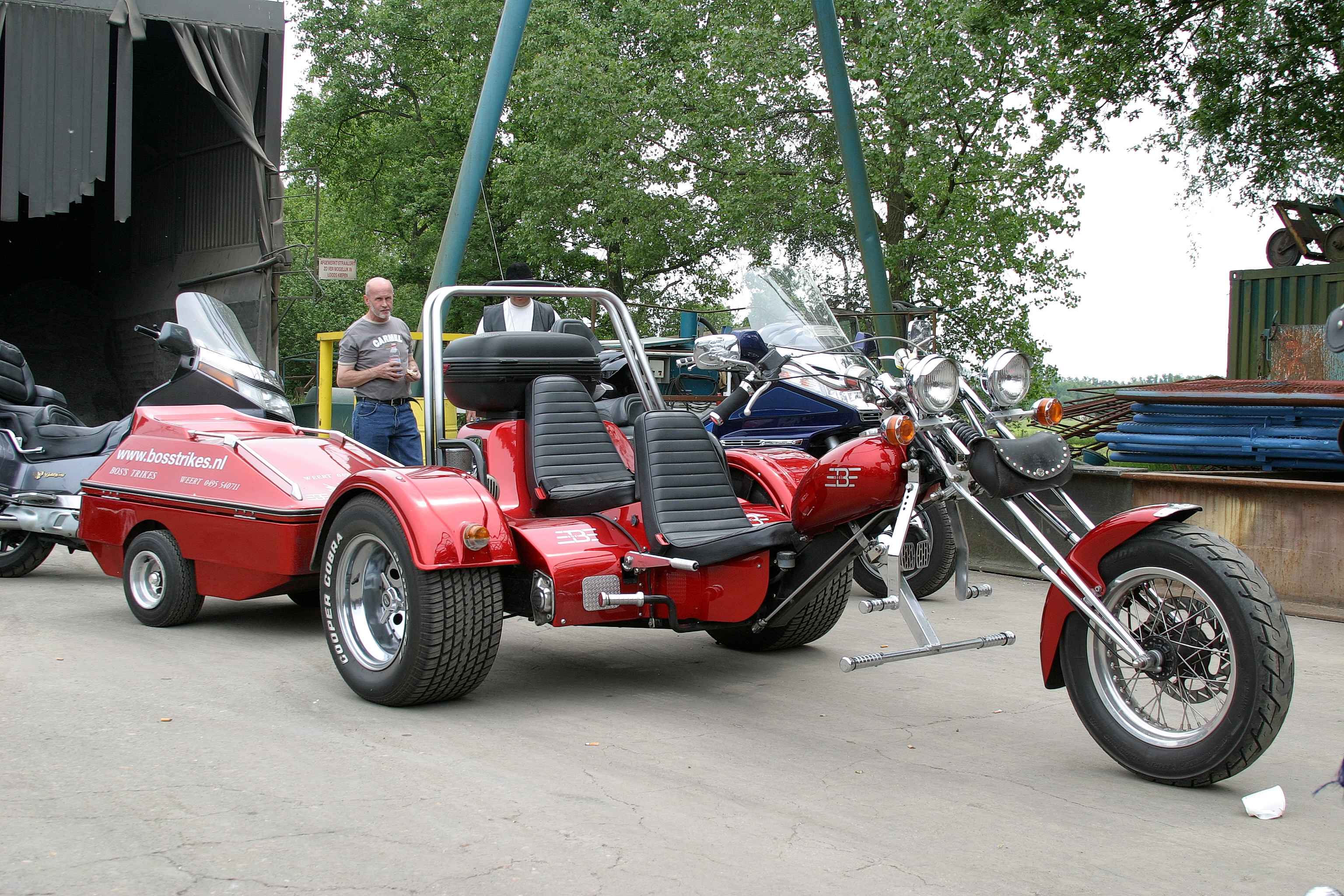
Trike van de firma Bos's Trikes uit Weert

Bekende trikemerken die in Nederland te koop zijn, zijn Courage Trike Rewaco, WK Trikes, Boom, Easy en Bos's.

## Bouw
De kleinste uitvoeringen (af-fabriek als trike gebouwd) worden ATC genoemd. Deze worden onder meer in wedstrijden gebruikt. De bekendste trikes worden gebouwd met een complete Volkswagen Kever-achterkant (motor, versnellingsbak, differentieel en wielophanging).
Sommige trikes worden voorzien van een V8-motor die vóór de berijder ingebouwd is. In de Verenigde Staten zijn deze trikes allang geen uitzondering meer, maar in Europa heeft vrijwel elke trike de motor achterin. Wel heeft Europa een heuse fabrikant: ITM trike in Duitsland gebouwd door Frank Maelzer.
Er bestaan ook 'reverse' trikes met 2 wielen vooraan en 1 achteraan, zoals de Can-Am Spyder van BRP.

## Wetgeving

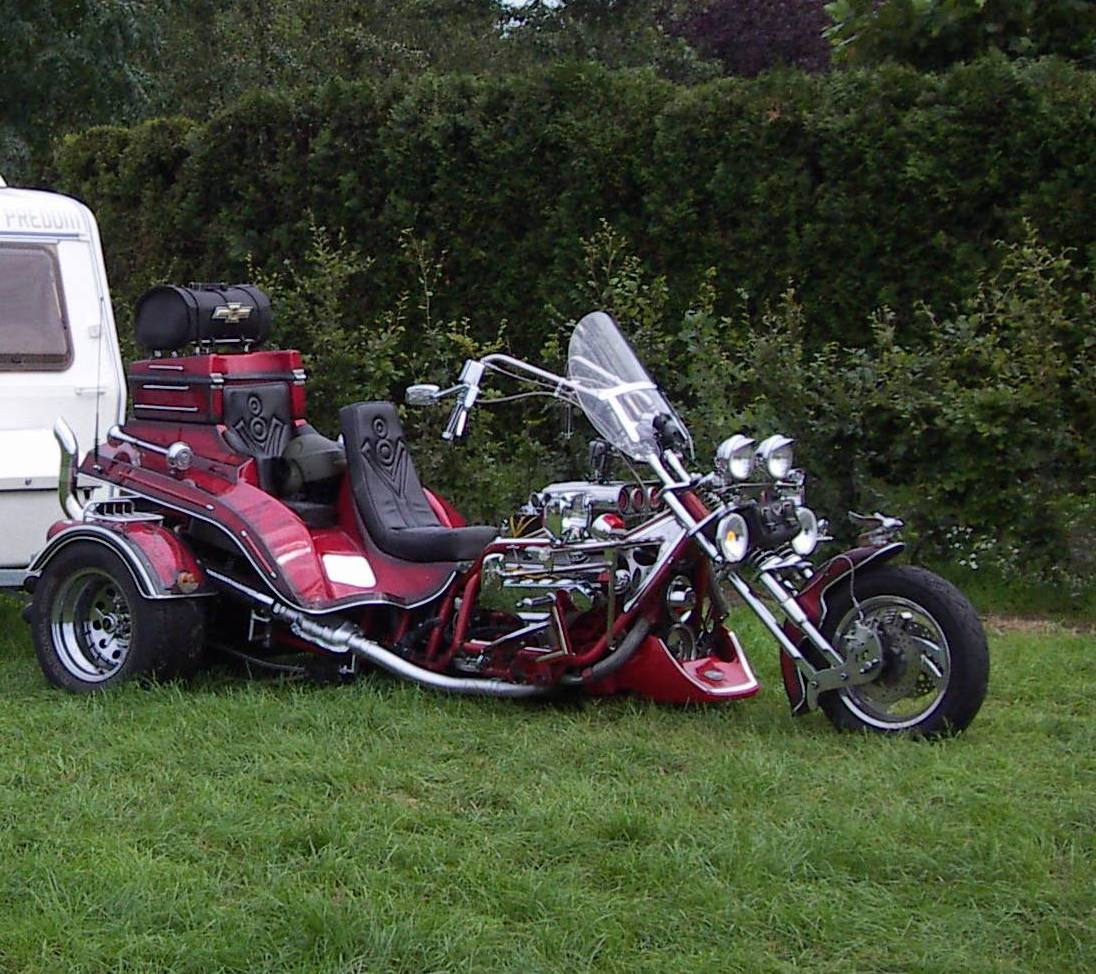
V8 ITM Monster trike

In Nederland is het sinds 1 juli 2017 verplicht om een helm te dragen op een trike, ook als er gordels zijn gemonteerd. De wet is aangepast omdat er veel onduidelijkheden waren.
De wijziging van art 60 RVV90 per 1 juli 2017 lost het probleem op dat de uitzonderingsmogelijkheid voor het dragen van een helm voor bestuurders (en passagiers) van zonder een gesloten carrosserie uitgevoerde brommobielen of driewielige motorvoertuigen, namelijk als zij een autogordel dragen, op een bepaald punt te rechtstreeks gekoppeld was aan voertuigeisen. Dit was in het kader van de handhaving van de verkeersregels niet te controleren en daarom is de eis in artikel 60, tweede lid, van het RVV 1990 nu zo geformuleerd dat de bevestigingspunten van de gordel moeten zijn aangebracht overeenkomstig de typegoedkeuring van het voertuig.
Indien bij een controle blijkt dat het voertuig is voorzien van autogordels, terwijl bij navraag bij de Rijksdienst voor het Wegverkeer (RDW) blijkt dat het voertuig is goedgekeurd zonder bevestigingspunten voor die gordels, is het voertuig onterecht van gordels voorzien en moet de bestuurder een helm dragen.
Ook in België is een helm verplicht.
Om een trike te besturen heeft men een rijbewijs A nodig. In Nederland wordt een trike ingeschreven als motor, wanneer je je rijbewijs voor 2014 hebt behaald, mag je de trike met een B rijbwijs besturen , in België wordt de trike gezien als motor.
Sinds 19 januari 2013 vallen alle gemotoriseerde driewielers (zoals een trike of driewielige motorscooter) onder rijbewijscategorie A1 of A. Vóór die datum vielen deze voertuigen soms onder categorie B. Voor het besturen van een gemotoriseerde driewieler met een maximumvermogen van 15 kW is rijbewijs A1 vereist. Voor het besturen van een gemotoriseerde driewieler met een vermogen van meer dan 15 kW, rijbewijs A. Voor rijbewijzen die voor 19 januari 2013 zijn uitgereikt, verandert er niets.